# Maurilio Fossati
Maurilio Fossati, O.Ss.GCN (Arona, 24 de maio de 1876 - Turim, 30 de março de 1965) foi um cardeal italiano que serviu como arcebispo de Turim de 1930 até sua morte, e foi elevado ao cardinalato em 1933.

## Biografia
Nascido em Novara, um dos dez filhos de Giacomo Maurilio Fossati e Domenica Destefanis Fossati, Maurilio Fossati estudou no seminário em Novara antes de ser ordenado ao sacerdócio em 27 de novembro de 1898, por Edoardo Pulciano, bispo de Novara, de quem era secretário particular há um ano. Acompanhou Pulciano quando este se tornou arcebispo de Gênova, de 1901 a 1911; quando o arcebispo morreu, ele retornou a Novara e entrou nos Oblatos dos Santos Gaudêncio e Carlos de Novara, uma sociedade de vida apostólica da diocese. Fossati então fez o trabalho pastoral em Novara até 1914. Após servir como capelão militar durante a Primeira Guerra Mundial, tornou-se superior de sua sociedade em Varallo Sesia (1919-1924).
Em 24 de março de 1924, Fossati foi nomeado bispo de Nuoro pelo Papa Pio XI. Recebeu sua consagração episcopal no dia 27 de abril, na Basílica do Sacro Monte em Varallo Sesia, do arcebispo de Turim Giuseppe Gamba, tendo como principais co-consagradores Angelo Scapardini, arcebispo de Vigevano, e Giovanni Garigliano, bispo de Biella. Seu lema episcopal era Gressus meos dirige.
Foi Administrador Apostólico de Ogliastra de 1925 a 1927. Fossati foi promovido a Arcebispo de Sassari em 2 de outubro de 1929, instalado em 12 de janeiro, e arcebispo de Turim em 11 de dezembro de 1930. Foi instalado em Turim em 8 de março do ano seguinte.
O Papa Pio XI criou-o Cardeal-presbítero de São Marcelo no consistório de 13 de março de 1933. Fossati foi um dos cardeais eleitores que participaram do conclave de 1939 (no qual ele foi considerado papabile), que selecionou o Papa Pio XII, e novamente votou no conclave de 1958, resultando na eleição do Papa João XXIII. Foi presidente da Conferência Episcopal Italiana (1954-1958).
Relacionou-se com os santos sociais que marcaram o século XIX: os mais conhecidos chegaram às honras dos altares, com a conclusão do seu processo de canonização, durante seu episcopado: Giuseppe Cottolengo e Giovanni Bosco em 1934, Giuseppe Cafasso em 1947, Irmã Maria Mazzarello em 1951, Domenico Savio em 1954. Faltava apenas Leonardo Murialdo, que seria beato em 1963. A cada um deles Fossati dedicou especial atenção em seus escritos e cartas pastorais.
Em 1937 aprovou o nascimento dos Cultores Sanctae Sindonis, sociedade nascida no seio da Confraternita del SS. Sudario com o objectivo de coordenar os estudos científicos então em curso sobre o Santo Sudário. Esta associação foi posteriormente substituída, por proposta do próprio Fossati, pelo Centro Internacional de Sindonologia, cujo estatuto ele aprovou em 1959.
O arcebispo defendia a Igreja como única garantia de toda forma de verdade e que a civilização tinha o seu fundamento na religião. Aprovou a concordata, pois interpretava que os conflitos tiveram que ser superados por mútuo acordo, sem violar os grandes princípios religiosos definidos pela única autoridade suprema, o sumo pontífice. Ele olhou positivamente para o regime reacionário católico na Hungria, para o regime de Salazar em Portugal, para o nacionalismo franquista em Espanha. Ainda antes, seguiu o amplo consenso de outras personalidades eclesiásticas, apoiando a política colonial do fascismo. As análises da política interna também foram coerentes com estas atitudes: convites explícitos para dar consentimento ao governo de Mussolini em momentos eleitorais, gratidão pelas escolhas que permitiram a aproximação com a religião de pessoas que se distanciaram da Igreja.
Sua relação com o fascismo deteriorou-se com as leis raciais: Fossati demonstrava muitas vezes uma atitude de apoio aberto aos judeus, a ponto de sugerir que, nos anos de perseguição contra estes últimos, só se salvou da prisão porque era protegido pela púrpura cardinalícia. Esta atitude foi também a base da sua profunda aversão ao nacional-socialismo de Hitler. Durante a Segunda Guerra Mundial, as suas maiores preocupações foram de natureza pastoral e nunca abandonou a cidade. Denunciou o transporte em massa de trabalhadores italianos para a Alemanha e pediu aos católicos que levassem refugiados judeus e ciganos para suas casas.
Fossati convenceu o exército alemão a evitar Turim, poupando assim a cidade da devastação, em 1945. Durante a Resistência, apesar de ter assinado com outros bispos piemonteses uma carta condenando todas as formas de violência e represálias, com um apelo aos partisans para que parassem de causar consequências gravíssimas às populações civis com as suas ações, Fossati também os apoiou em muitos episódios, inclusive enviando capelães para os guerrilheiros. Por outro lado, o preconceito anticomunista permaneceu fortemente enraizado nele.
Em seu governo episcopal, construiu um novo grande seminário, entre 1935-1949; deu atenção à vida paroquial, com a criação de freguesias; visitas pastorais periódicas e sistemáticas; e o desenvolvimento da imprensa católica. Enquanto parte da igreja francesa, seguia o movimento dos padres operários, em Turim, instalaram-se os capelães de fábrica, ou seja, os padres que, com a concordância da direção, iam às fábricas ao encontro dos trabalhadores, com um caráter litúrgico-sacramental.
Fossati apresentou sua demissão ao Papa em 1941 e depois em 1950, mas foi convidado a permanecer no cargo. Apesar de seu estado de saúde precário, de 1962 a 1965, ele participou do Concílio Vaticano II e, em seguida, serviu como eleitor no Conclave de 1963, que selecionou o Papa Paulo VI. Em 1963, o presidente italiano o nomeou Cavaleiro da Grã-Cruz da Ordem do Mérito da República Italiana.
O cardeal Fossati morreu de pneumonia em Turim, aos 88 anos. Ele foi inicialmente enterrado na capela do Seminário de Rivoli, mas em 1977 seus restos mortais foram transferidos para o Santuario della Consolata em Turim.